# Liga Quebradeña de Fútbol
La Liga Quebradeña de Fútbol es una liga regional de fútbol amateur de la Provincia de Jujuy, Argentina. La liga está compuesta de 14 equipos pertenecientes a los departamentos de Humahuaca, Tilcara, Tumbaya y Valle Grande.
La temporada se desarrolla de marzo a diciembre.
A nivel nacional, la liga se ubica en la quinta división del fútbol argentino que corresponde a los clubes indirectamente afiliados a la AFA, a su vez, clasifica el campeón de la liga al Torneo Regional Federal Amateur, categoría que otorga cuatro ascensos al Torneo Federal A, y a la Copa Jujuy, que define al campeón de la provincia.
El equipo Atlético Terry es el que domina en la liga desde su creación. 
La liga se afilió al Consejo Federal del Fútbol Argentino en 2021.

## Equipos participantes
| Clubes de la Liga Quebradeña de Fútbol                        | Clubes de la Liga Quebradeña de Fútbol | Clubes de la Liga Quebradeña de Fútbol | Clubes de la Liga Quebradeña de Fútbol | Clubes de la Liga Quebradeña de Fútbol | Clubes de la Liga Quebradeña de Fútbol  |
| Club                                                          | Fundación                              | Localidad                              | Estadio (capacidad)                    | Títulos (último)                       | Participación en torneos de AFA         |
| ------------------------------------------------------------- | -------------------------------------- | -------------------------------------- | -------------------------------------- | -------------------------------------- | --------------------------------------- |
| Club Atlético Alma Fuerte (Humahuaca)                         | -                                      | Humahuaca, Dpto. de Humahuaca          | -                                      | -                                      | -                                       |
| Fútbol Club Bárcena Norte                                     | -                                      | Tilcara, Dpto. de Tilcara              | -                                      | -                                      | -                                       |
| Club Social, Cultural y Deportivo Chacarita Juniors (Maimará) | -                                      | Maimará, Dpto. de Tilcara              | -                                      | -                                      | -                                       |
| Club Atlético Defensores de Belgrano (Tilcara)                | -                                      | Tilcara, Dpto. de Tilcara              | -                                      | 1 (2023)                               | -                                       |
| Club Atlético Estudiantes (Humahuaca)                         | -                                      | Humahuaca, Dpto. de Humahuaca          | -                                      | -                                      | -                                       |
| Club Fuerte Esperanza                                         | -                                      | Tumbaya, Dpto. de Tumbaya              | -                                      | -                                      | -                                       |
| Central Norte Fundación Volcán                                | -                                      | Volcán, Dpto. de Tumbaya               | -                                      | -                                      | -                                       |
| Club Atlético Independencia                                   | -                                      | Humahuaca, Dpto. de Humahuaca          | -                                      | 1 (2024)                               | Torneo Regional Federal Amateur 2024-25 |
| Juventus Fútbol Club                                          | -                                      | Humahuaca, Dpto. de Humahuaca          | -                                      | -                                      | -                                       |
| Olimpia Fútbol Club                                           | -                                      | Maimará, Dpto. de Tilcara              | -                                      | -                                      | -                                       |
| Club Atlético Real Caspalá                                    | -                                      | Caspalá, Dpto. de Valle Grande         | -                                      | -                                      | -                                       |
| Club Atlético Santa Rosa                                      | -                                      | Purmamarca, Dpto. de Tilcara           | -                                      | -                                      | -                                       |
| Club Atlético Terry                                           | 1923                                   | Tilcara, Dpto. de Tilcara              | Juan Carlos Ayarde                     | 3 (2022)                               | -                                       |
| Unión Deportiva Maimará                                       | -                                      | Maimará Dpto. de Tilcara               | -                                      | -                                      | -                                       |

### Equipos por localidades
| Departamento | Equipos | Títulos |
| ------------ | ------- | ------- |
| Tilcara      | 7       | 4       |
| Humahuaca    | 4       | 1       |
| Tumbaya      | 2       | 0       |
| Valle Grande | 1       | 0       |